# Zlatý brouk
Zlatý brouk nebo také Zlatý skarabeus, či Zlatý chrobák (v anglickém originále The Gold-Bug) je dobrodružná povídka amerického spisovatele a literárního teoretika Edgara Allana Poea z roku 1843. Dochází v ní k řadě zdánlivě nevysvětlitelných náhod hraničících až s magií, pro které se ovšem najde logické a racionální vysvětlení.
Příběh se odehrává na Sullivanově ostrově v Jižní Karolíně v USA. Nalezený záhadný zlatý skarabeus poskytne podnět k pátrání po ukrytém pirátském pokladu, k jeho nalezení je potřeba rozluštit tajnou šifru.

## Příběh
Vypravěč nám představí svého velmi dobrého přítele Williama Legranda, který žije na Sullivanově ostrově (nedaleko Charlestonu v Jižní Karolíně) a vášnivě se zajímá o brouky. Když k němu jednou vypravěč přijde na návštěvu, musí chvíli čekat, než se Legrand vrátí i se svým sluhou Jupiterem. Po návratu Legrand nadšeně oznamuje, že našel úžasného brouka, ale zrovna jej na cestě potkal přítel, který si jej zapůjčil a bude se s ním tedy moci předvést až později. Nicméně jeho entuziasmus je tak velký, že se brouka vypravěči rozhodne alespoň nakreslit. Jupiter o broukovi sice tvrdí, že je tak těžký, jako by byl z opravdového zlata a snad i zlatý je, ale pánovo nadšení nesdílí. Legrand však nemůže najít žádný papír a tak použije zbytek pergamenu, který nalezne v kapse. Vypravěč se ve chvíli, kdy mu Legrand kresbu podává, mnohem více věnuje psovi, jenž jej nadšeným vítáním málem povalí. Pak si však obrázek pořádně prohlédne a prohlásí, že brouk vypadá jako lebka. Legrand si od něj papír zmateně vezme a od chvíle, kdy si jej prohlédne důkladněji, s ním není řeč a tak vypravěč odjede raději domů.
O něco později jej navštíví Jupiter, že se pánovi přitížilo a že jej prosí, aby co nejrychleji přijel. Vypravěč neváhá a vypraví se za přítelem. Legrand vyhlásí, že se jde hledat poklad, a počíná si přitom tak, že vypravěč pochybuje o jeho příčetnosti. Nakonec však svolí k účasti. Po nálezu pokladu, jenž provázely menší obtíže, začne vypravěč téměř věřit na kouzelnou moc brouka. Legrand pak příteli vysvětlí, jak na poklad došel.
Nejspíš jej zde ukryl kapitán Kidd, který na kus pergamenu (ten našel na pláži poblíž brouka Jupiter a aby na brouka nemusel sahat, zabalil ho do něj – a ten také vytáhl Legrand, když jiný nemohl najít) napsal zvláštním inkoustem zašifrovanou zprávu, jak se k pokladu dostat. Vzkaz se díky speciálnímu inkoustu objevil až po zahřátí, jakmile jej vypravěč přiblížil ke krbu ve chvíli, kdy jej vítal pes. Legrand jej nakonec vyluštil a nemohl si odpustit drobnou mystifikaci jako odezvu na přítelovy pochybnosti o své příčetnosti.

## Analýza

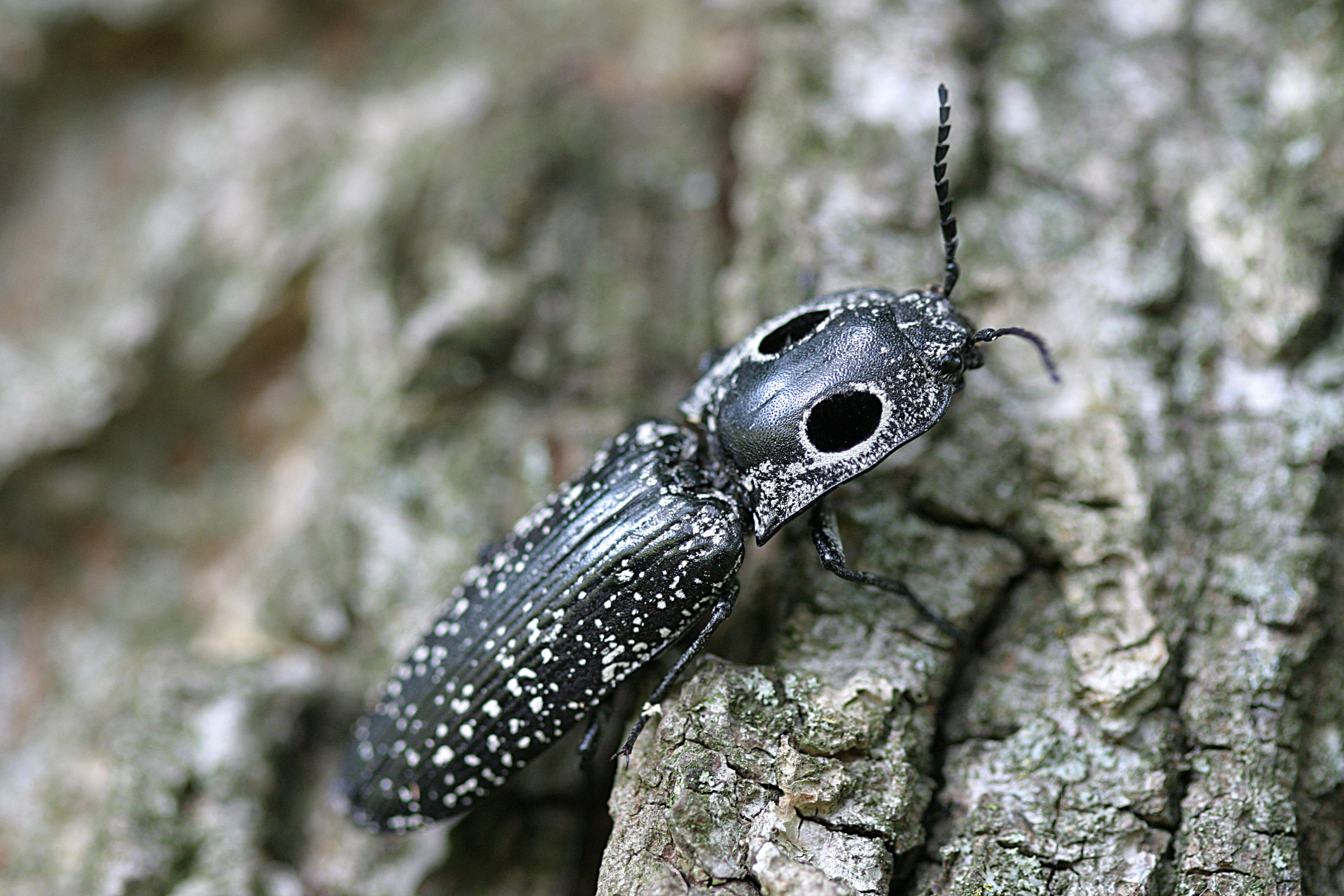
Brouk kovařík Alaus oculatus, jenž společně s druhem tesaříka inspiroval E. A. Poea k vytvoření „zlatého brouka“ v povídce.

Povídka obsahuje substituční šifru, tedy šifru založenou na záměně znaků. Ačkoli nepřišel jako první s „tajnými záznamy a šiframi“ nebo kryptografií (mohl se inspirovat příběhem Robinsona Crusoa od Daniela Defoa), Poe tyto metody ve své době zpopularizoval. Pro většinu lidí byla kryptografie něčím mysteriozním a ti, kteří dokázali luštit kódy, byli považováni za nadané téměř nadpřirozenou schopností. Autorovi se podařilo zaměřit pozornost čtenářů na povídku ve filadelfské publikaci Alexander's Weekly Messenger v roce 1840. Vyzval čtenáře k zasílání vlastních šifer chvástaje se, že s minimálním úsilím dokáže vyluštit každou z nich. Výzva přinesla, jak Poe napsal „velice živý zájem v řadách početných čtenářů žurnálu. Dopisy proudily k redaktorům z celé země“. V červenci 1841 publikoval Poe “A Few Words on Secret Writing” a uvědomiv si velký zájem o téma, napsal „Zlatého brouka“ jako jednu z mála do té doby vydaných literárních prací obsahujících šifru v příběhu.
V povídce popsaný „zlatý brouk“ není skutečný. E. A. Poe zkombinoval charakteristiky dvou druhů hmyzu vyskytujících se v oblasti, kde se odehrává příběh. Callichroma splendidum má zlatou hlavu a tělo s nepatrným zlatým nádechem. Není to skarab, nýbrž druh tesaříka (Cerambycidae). Černé tečky na zádech fiktivního brouka z povídky jsou k nalezení na druhu kovaříka Alaus oculatus taktéž se vyskytujícího na Sullivanově ostrově.
Autorovo vyobrazení černošského sluhy Jupitera je z moderního pohledu považováno za stereotypní a rasistické. Jupiter je vykreslen jako pověrčivá osoba s nedostatkem intelektu, nedokáže ani rozeznat pravou stranu od levé. Poe mohl nalézt inspiraci v obdobném charakteru z díla Sheppard Lee (1836) amerického romanopisce a fyzika Roberta Montgomery Birda.
Ačkoli je povídka zařazována mezi další detektivní příběhy Edgara Allana Poea, „Zlatý brouk“ není technicky vzato detektivní fikce, protože hlavní postava příběhu Legrand neodhalí důkazy před závěrečným rozřešením. Přesto je postava Legranda často přirovnávána k autorovu fiktivnímu detektivovi C. Auguste Dupinovi s ohledem na použití rozumových dedukcí.

## Řešení kryptogramu
V příběhu je detailně popsána kryptografická metoda řešení jednoduché substituční šifry. Kryptogram (obsahuje 203 znaků):
```
53‡‡†305))6*;4826)4‡.)4‡);806*;48†8
¶60))85;1‡(;:‡*8†83(88)5*†;46(;88*96
* ?;8)*‡(;485);5*†2:*‡(;4956*2(5*—4)8
¶8*;4069285);)6†8)4‡‡;1(‡9;48081;8:8‡
1;48†85;4)485†528806*81(‡9;48;(88;4
(‡?34;48)4‡;161;:188;‡?;

```

William Legrand se pokouší rozřešit tento kódovaný záznam piráta Kapitána Kidda, o jehož zakopaném pokladě kolují v kraji pověsti. Postupuje následujícím způsobem:

Relativní četnosti písmen šifry

Relativní četnosti písmen angličtiny

Legrand uvažuje, že Kidd nebyl schopen sestavit složitější šifru, ale vytvořil dostačující kód, aby jej námořníci bez klíče nemohli rozšifrovat. Prvním krokem je určení jazyka, v němž je šifra napsána. Protože Legrand identifikoval v rohu pergamenu po zahřátí obrázek kůzlete, usoudil, že jde o podpis známého kapitána Kidda (anglicky „Kid“ = „kůzle“), šifra by tedy měla být v angličtině. Nebýt obrázku, Legrand by uvažoval spíše o francouzštině či španělštině (obvyklé jazyky pirátů u amerických břehů). Zpráva je celistvá, neobsahuje mezery. Je možné spočítat četnost jednotlivých znaků a sestavit tabulku (provádíme takzvanou frekvenční analýzu):
| Znak(y) | 8   | ;   | 4   | ‡   | )   | *   | 5   | 6   | (   | 1  | †  | 0  | 9  | 2  | :  | 3  | ?  | ¶  | —  | .  |
| Četnost | 33× | 26× | 19× | 16× | 16× | 13× | 12× | 11× | 10× | 8× | 8× | 6× | 5× | 5× | 4× | 4× | 3× | 2× | 1× | 1× |

Písmeno e je v angličtině nejpoužívanějším. Další písmena následují až se znatelným odstupem (viz obrázek).
Legrand přiřadil písmeno e znaku 8 a ověřil si svůj předpoklad na (v angličtině) častých zdvojeních (např. slova been, seen, fleet, meet, speed, agree …). Tato zdvojení jsou v textu hned pětkrát. Dále – v angličtině je nejběžnějším členem „the“. Zkontrolujme text, zda se v něm opakují 3 znaky a poslední z nich je 8. Těchto skupin odhalil luštitel celkem 7, jsou to značky ;48. Je velmi pravděpodobné, že se jedná o člen „the“. Tímto je ustanoveno jedno slovo a nyní lze vyvodit důležitou věc – začátky a zakončení dalších slov.
Legrand pokračuje. Zaměřme se na předposlední kombinaci značky ;48 ke konci šifry. Následující středníkový znak musí být začátkem slova a z dalších 6 znaků jich 5 známe. Čili dosadíme známé znaky a místo nevyluštěných použijeme čárku (aby nekolidovala s ostatními znaky v šifře):
t,eeth
„th“ na konci vyloučíme (neexistuje slovo s 6 písmeny, které by začínalo „t“ s „th“ na konci) a když na prázdné místo dosadíme kterékoli písmeno z abecedy, slovo prostě neutvoříme.
Volba se zúží na:
t,ee
Opět je třeba projít abecedu a vznikne slovo „tree“ („strom“). Odhalili jsme další písmeno r zastoupené závorkou ( a máme dvě slova vedle sebe – „the tree“.
O kousek dál je další kombinace ;48, jež použijeme k určení konce předchozího slova. Sled znaků thetree;4(‡?34the lze přečíst the tree thr‡?3h the. Neznámé znaky nahraďme opět čárkami pro větší srozumitelnost:
the tree thr,,,h the
Nabízí se slovo „through“ („skrz“), čímž získáváme další 3 písmena: o, u a g. V druhém řádku lze nalézt seskupení znaků 83(88 čili „egree“, což je jistě část slova „degree“ („stupeň“) a zaznamenejme si další písmeno d reprezentované křížkem †.
O čtyři znaky dál za slovem „degree“ je skupina ;46(;88*. Dosaďme známé znaky a máme th,rtee,. Nabízí se slovo „thirteen“ („třináct“), poznačme si písmena i a n zastoupená v šifře šestkou a hvězdičkou.
Na začátku kryptogramu stojí uvedeno: 53‡‡†. Dosadíme již vyluštěné a dostaneme ,good. Místo čárky můžeme zcela jistě předpokládat neurčitý člen „a“, takže znak 5 rovná se písmenu a v abecedě. Nyní lze sestavit tabulku již rozluštěných znaků:
| Znak v šifře | 050 | 0†0 | 080 | 030 | 040 | 060 | 0*0 | 0‡0 | 0(0 | 0;0 | 0?0 |
| Písmeno      | a   | d   | e   | g   | h   | i   | n   | o   | r   | t   | u   |

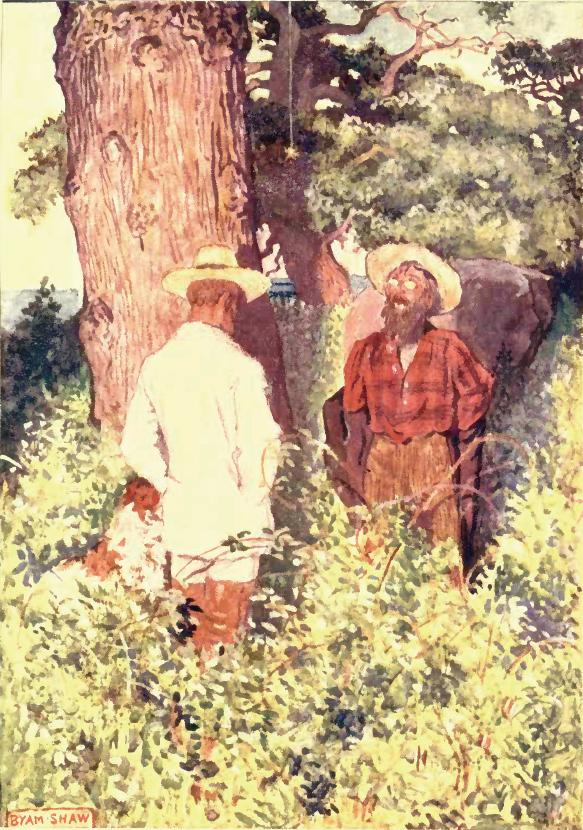
Ilustrace Byama Shawa k povídce Zlatý brouk ze sbírky „Selected Tales of Mystery“ (London : Sidgwick & Jackson, 1909).

Tímto je vyluštěno 11 důležitých písmen a zbývá rozšifrovat ještě těchto devět znaků:
| Nevyluštěné znaky | 0¶0 | 0.0 | 0 | 090 | 020 | 010 | 0:0 | 0—0 | 0)0 |

Dosadíme-li vyluštěné znaky do šifry, dostaneme tento text:
```
agoodg0a))inthe2i)ho.)ho)te0inthede
¶i0))eat1ort:onedegree)andthirteen9i
nute)northea)tand2:north9ain2ran—h)e
¶enth0i92ea)t)ide)hoot1ro9the0e1te:eo
1thedeath)heada2ee0ine1ro9thetreeth
roughthe)hot1i1t:1eetout

```

Z textu je možno vyvodit další písmena i celá slova a lze tak snadno pokračovat v dekódování, až se dopracujeme ke kompletnímu rozluštění všech písmen:
| Znak(y) | 080 | 0;0 | 040 | 0‡0 | 0)0 | 0*0 | 050 | 060 | 0(0 | 010 | 0†0 | 0 | 090 | 020 | 0:0 | 030 | 0?0 | 0¶0 | 0—0 | 0.0 |
| Písmeno | e   | t   | h   | o   | s   | n   | a   | i   | r   | f   | d   | l | m   | b   | y   | g   | u   | v   | c   | p   |

Tajnopis tedy zní:
```
agoodglassinthebishopshostelinthede
vilsseatfortyonedegreesandthirteenmi
nutesnortheastandbynorthmainbranchse
venthlimbeastsideshootfromthelefteyeo
fthedeathsheadabeelinefromthetreeth
roughtheshotfiftyfeetout

```

Slova v textu rozdělíme do věty, doplníme apostrofy a pomlčky pro větší srozumitelnost a vznikne tento vzkaz:
A good glass in the bishop's hostel in the devil's seat forty-one degrees and thirteen minutes northeast and by north main branch seventh limb east side shoot from the left eye of the death's-head a bee line from the tree through the shot fifty feet out.
Česky:
Dobré sklo v biskupově dvoře v čertově sedle jedenačtyřicet stupňů a třináct minut severovýchodně a severně hlavní větev sedmá odnož východně vystřel z levého oka umrlčí hlavy přímo od stromu skrz trefu padesát stop ven.
Kryptogram je rozšifrován, zbývá rozluštit význam zápisku. Věta není členěná, ale Legrand si povšimne pěti stlačenin v šifře a předpokládá, že v tomto místě chtěl pisatel větu rozdělit. Poznamená si rozdělený text:
Dobré sklo v biskupově dvoře v čertově sedle

jedenačtyřicet stupňů a třináct minut

severovýchodně a severně

hlavní větev sedmá odnož východně

vystřel z levého oka umrlčí hlavy

přímo od stromu skrz trefu padesát stop ven.
I tak text neposkytuje mnoho vodítek. Luštitel několik dní neúspěšně pátrá v okolí Sullivanova ostrova po nějakém stavení, jemuž se říkalo Biskupův dvůr či Biskupův hostinec. Poté jej napadne souvislost se starou rodinou Bessopů, jimž kdysi dávno patřilo sídlo asi 4 míle severně od ostrova. Zajde tam a vyptává se starších černochů, dokud mu jedna stařena neprozradí, že zná místo, kterému se říkalo Bessopův hrad. Není to však hrad ani hospoda, ale seskupení vysokých skal a útesů.
Legrand vyšplhá na jednu skálu, která ho zaujala a povšimne si pozoruhodného výčnělku, jenž vzdáleně připomíná křeslo. Nepochybuje, že se jedná o čertovo sedlo. Ze slovního spojení dobré sklo vydedukoval „dalekohled“, neboť slovo „sklo“ námořníci málokdy používají v jiném významu.
jedenačtyřicet stupňů a třináct minut a severovýchodně a severně musí být pokyny pro zaměření dalekohledu. Pomocí kompasu zorientuje dalekohled uvedeným směrem a naklání jej v požadovaném úhlu, dokud nezaregistruje škvíru v listoví velkého stromu, jenž převyšuje ostatní. Uvnitř škvíry je podivná bílá skvrna. Zaostří dalekohled a spatří lidskou lebku, což ho ujistí, že postupoval správně.
hlavní větev sedmá odnož východně se může vztahovat pouze k poloze lebky na stromě a předposlední část šifry vystřel z levého oka umrlčí hlavy připouští také jediný výklad. Je nutno spustit levým okem kulku a zaznačit místo na zemi, kam dopadne.
přímo od stromu skrz trefu padesát stop ven. znamená, že se vytvoří spojnice nejbližšího bodu na kmeni stromu s místem dopadu kulky a protáhne se do vzdálenosti 50 stop. Zde by se měl nacházet zakopaný poklad.
Legrand se vydá v noci se svým sluhou Jupiterem a přítelem-vypravěčem k onomu místu a po určitých obtížích správně identifikuje místo pokladu. Jakmile je vykopán, zbývá jej přenést do Legrandovy chaty na ostrově. Vzhledem k množství zlata a váze drahocenných předmětů jsou hledači nuceni absolvovat cestu dvakrát.

## Inspirace

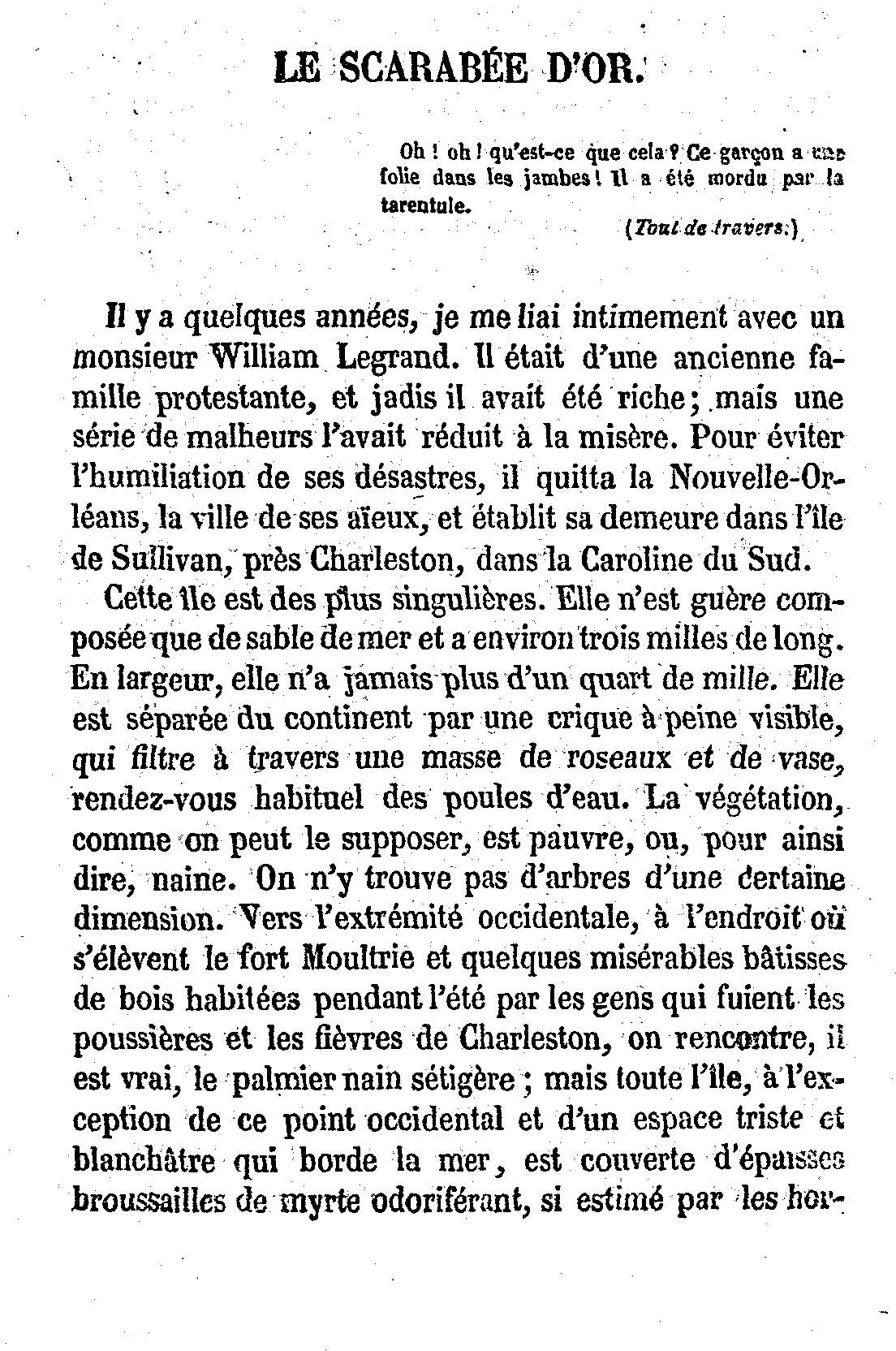
Francouzský překlad povídky „Zlatý brouk“ z roku 1875.

„Zlatý brouk“ ovlivnil skotského spisovatele Roberta Louise Stevensona v jeho románu o hledání pokladu Ostrov pokladů (1883). Stevenson přiznává toto ovlivnění: „Vloupal jsem se do galerie pana Poea … není pochyb, že kostlivec (v mém románu) je převzat od něj.“
Poe sehrál rozhodující úlohu při zpopularizování šifer v novinách a časopisech během své éry i po ní. William Friedman, americký přední kryptolog se začal o svůj obor více zajímat po přečtení povídky „Zlatý brouk“ v dětství. Později se mu podařilo rozluštit japonský kód ‚Purple‘ během druhé světové války.
Edgar Allan Poe napsal „Zlatého brouka“ během svého pobytu (od listopadu 1827 do prosince 1828) na Sullivanově ostrově, kde vykonával službu v americké armádě. Zde také slyšel historky o pirátech, např. o kapitánu Kiddovi. Obyvatelé Sullivanova ostrova na počest E. A. Poea přejmenovali svou veřejnou knihovnu jeho jménem. Místní legendy v Charlestonu tvrdí, že báseň E. A. Poea „Annabel Lee“ byla též inspirována během autorova pobytu v Jižní Karolíně. Poe též umístil děj povídek „Senzace s balónem“ a „Podlouhlá bedna“ do této oblasti.
O. Henry se o „Zlatém brouku“ zmiňuje v jednom svém díle, povídce „Supply and Demand“. Když se jistá postava dozví, že hlavní postavy pátrají po pokladu, zeptá se jich, zda četly Edgara Allana Poea.

## Česká a slovenská vydání
Povídka vyšla česky nebo slovensky v následujících knihách a sbírkách:
Pod názvem Zlatý brouk:
- Zrádné srdce: Výbor z díla, Naše vojsko, 1959, překlad Josef Schwarz, vázaná s papírovým přebalem, 676 stran
- Vraždy v ulici Morgue a jiné povídky, Mladá fronta 1960, 1964, 1969
- Černý kocour, Mladá fronta (edice Četba pro školy), 1988, překlad Josef Schwarz, brožovaná, 152 stran, náklad 45 000
- Démon zvrácenosti: Detektivní a jiné senzační příběhy, Hynek, s.r.o., 1999, ISBN 80-86202-45-3, překlad Josef Schwarz, vázaná, 184 stran, autor obálky: Petr Sacher
- Jáma a kyvadlo a jiné povídky, Odeon (1975, 1978, 1987, 1988), Levné Knihy KMa (2002)[19]
- Pád do Maelströmu a jiné povídky, Argo, 2007, ISBN 978-80-7203-939-5, překlad Josef Schwarz a Ladislav Šenkyřík, vázaná, 248 stran, autor obálky: Alén Diviš
- V mistrově stínu: Povídky Edgara Allana Poea, Nakladatelství XYZ, 2010, ISBN 978-80-7388-301-0, překlad Vítězslav Nezval, Tomáš Pekárek, Josef Schwarz, Ladislav Šenkyřík, Jaroslav Vrchlický, vázaná, 384 stran, obálky: Isifa Image Service, Jakub Karman

Pod názvem Zlatý skarabeus vyšlo
1959
 Zlatý skarabeus (3 povídky). [s.l.]: Státní nakladatelství dětské knihy, 1959. 128 s.
1967
- Zlatý skarabeus a jiné povídky, Státní nakladatelství dětské knihy, 1967, překlad Vladimír Henzl, brožovaná, 82 stran, náklad 50 000, autor obálky: Marcel Stecker
- (slovensky) Zlatý skarabeus, Tatran, 1967, 295 stran

1979
- Zlatý skarabeus: Devatero podivuhodných příběhů Edgara Allana Poea, Albatros (edice Klub mladých čtenářů), 1979, překlad Josef Schwarz, 228 stran, náklad 50 000

1984
- (slovensky) Havran; Zlatý skarabeus; Príhody Arthura Gordona Pyma, Tatran, 1984, překlad Jana Kantorová-Báliková a kol., 622 stran

2016
POBORÁK, Jiří. Zlatý skarabeus. [s.l.]: Globus a Dobrá voda, 2016. 12 s. Zvláštní vydání Čtyřlístku
2021
 Zlatý skarabeus (EPUB, MOBI, PDF). [s.l.]: ARTiS, 2021. 56 s. ISBN 978-80-274-3252-3. Též formát MOBI a PDF ISBN 978-80-88420-05-7, ISBN 978-80-88420-06-4.
2023
- Zlatý skarabeus a jiné povídky (ekniha). [s.l.]: Městská knihovna (Praha), 2023. 80 s. ISBN 978-80-274-3252-3.
- MENTEN, Tosca. Mumie Dummie a zlatý skarabeus. [s.l.]: CPress, 2023. 248 s. ISBN 978-80-264-4895-2.

## Filmová adaptace
Roku 1983 vznikla ve Španělsku filmová adaptace této Poeovy povídky s názvem En busca del dragón dorado. Napsal ji a režíroval Jesús Franco (ztvárnil též ve filmu postavu jménem James P. Johnson).
Dále hrají: Flavia Hervás, Ivana Mayans, Rosa Maria Minumer, Luis Rodríguez, César Antonio Serrano, Trino Trives.